# Хамбургски мискет
Хамбургски мискет е десертен сорт грозде. Получен е чрез кръстосването на сортовете Александрийски мискет и Тролингер в края на ХІХ век в Пировано, Италия.
Познат е и с имената: Мускат де Хамбург, Мускат черен александрийски, Тамайоза негра Хамбург, Хамбургски мускат и др.
Разпространен е във Франция, Унгария, Румъния, Гърция, Тунис, среща се в САЩ, Аржентина и в други лозарски страни. В България се среща в цялата страна, но на по-ограничени площи.
Дава добри резултати на хълмисти леки почви и при по-голяма въздушна влажност. Склонен е към изресяване. Гроздето узрява в първите дни на септември. Подходящ е за отглеждане в цялата страна. Лозите се отличават с добра родовитост. Добивът от лоза е между 3 – 6 кг, а от декар 1000 – 2000 кг.
Гроздът е средно голям, разклонен, силно рехав. Зърната са средно големи до големи, кръгли и овални, виолетово-сини, покрити с восъчен налеп. Кожицата е плътна и жилава. Вътрешността е месеста и сочна. Има фин вкус и приятен мискетов аромат.
Сортът се отличава с висока захарност и киселинност. Гроздето е устойчиво при транспорт и може да се съхранява 2 – 3 месеца. Освен за пряка консумация се използва за производство на гроздов сок, компоти, както и за приготвяне на мискетови вина и ракии.